# Ев (насеље)
Ев (фр. Ève) насеље је и општина у североисточној Француској у региону Пикардија, у департману Оаза која припада префектури Санлис.
По подацима из 2011. године у општини је живело 422 становника, а густина насељености је износила 40,46 становника/km². Општина се простире на површини од 10,43 km². Налази се на средњој надморској висини од 96 метара (максималној 119 m, а минималној 87 m).

## Демографија
| 1962. | 1968. | 1975. | 1982. | 1990. | 1999. | 2011. |
| ----- | ----- | ----- | ----- | ----- | ----- | ----- |
| 264   | 289   | 276   | 354   | 456   | 467   | 422   |

График промене броја становника у току последњих година